# Oi Polloi
Oi Polloi — музыкальный коллектив из Шотландии, образованный в 1979 году и играющий Oi, стрит-панк и анархо-панк.

## История
Oi Polloi была основана Дереком Алленом (англ. Derek Allen) и его школьными товарищами. Название, данное группе и одному из её первых альбомов Unite and Win (Punks and Skins) указывает на то, что музыканты причисляли себя к анархо-скинхедам, хоть никогда и не называли себя «группой для скинхедов».
Первая студийная запись группы Destroi the System появилась в 1984 году и получила высокую оценку журнала Sounds. Практически сразу же после Destroi the System, музыканты записали ещё одну демозапись, называвшуюся Green Anarchoi и в 1986 году выпустили первый альбом на виниловых пластинках Resist the Atomic Menace.
Состав Oi Polloi неоднократно менялся. На данный момент единственный в составе, кто стоял у истоков основания группы, — Derek Allen.
Участники Oi Polloi являются членами организации Earth First!. Группа известна своими радикальными взглядами и решительно выступает против расизма, сексизма, фашизма, империализма и других видов дискриминации.

## Дискография

### 7" EPs
- Resist the Atomic Menace 1986 (переиздан в 1994)
- Outrage 1988
- Omnicide 1991 (Words of Warning Records)
- Guilty (Ruptured Ambitions Records) 1993
- Oi Polloi / Blownapart Bastards (сплит) 1994
- Oi Polloi — s/t (Nikt Nic Nie Wie)
- Bare Faced Hypocrisy Sells Records The Anti-Chumbawamba EP w/Riot/Clone, The Bus Station Loonies, Anxiety Society, The Chineapple Punks, Love Chips and Peas, and Wat Tyler 1998 (Ruptured Ambitions Records)
- THC (Campary Rec.) 1998
- Let the Boots Do the Talking (Ruptured Ambitions Records) 1999
- Carson? (Nikt Nic Nie Wie) 2003
- Ceòl Gàidhlig mar Sgian nad Amhaich (сборник с Mill a h-uile rud, Atomgevitter и Nad Aislingean) (Problem Records) 2005
- Mind the Bollocks (Kämäset Levyt Records) 2007

### Альбомы
- Skins 'N' Punks Volume Two (сплит с Betrayed) 1986
- Unlimited Genocide (сплит с A.O.A.) 1986
- Mad As… (сплит с Toxik Ephex) 1987
- Unite And Win (Oi! Records) 1987
- In Defence Of Our Earth (Words Of Warning Records) 1990
- You’ve Heard It All Before Track on The Crass Covers Compilation album (Ruptured Ambitions Records) 1993
- Fight Back! (новое издание старых материалов) 1994
- Total Anarchoi (Live/Studio Collection — CD/LP) 1996
- Fuaim Catha (Skuld Records) 1999
- Outraged By The System (Step-1 Music) 2002
- Heavenly Peace (сплит с Nikmat Olalim, Campari Records) 2006
- Ar Cànan, Ar Ceòl, Ar-a-mach 2006
- Gaidhlig na Lasair' (сборник шотландского панка и техно)(Problem? Records) 2006